# Paneryma elongata
Paneryma elongata är en tvåvingeart som beskrevs av Wulp 1899. Paneryma elongata ingår i släktet Paneryma och familjen Richardiidae. Inga underarter finns listade i Catalogue of Life.